# Mid-Canada Line

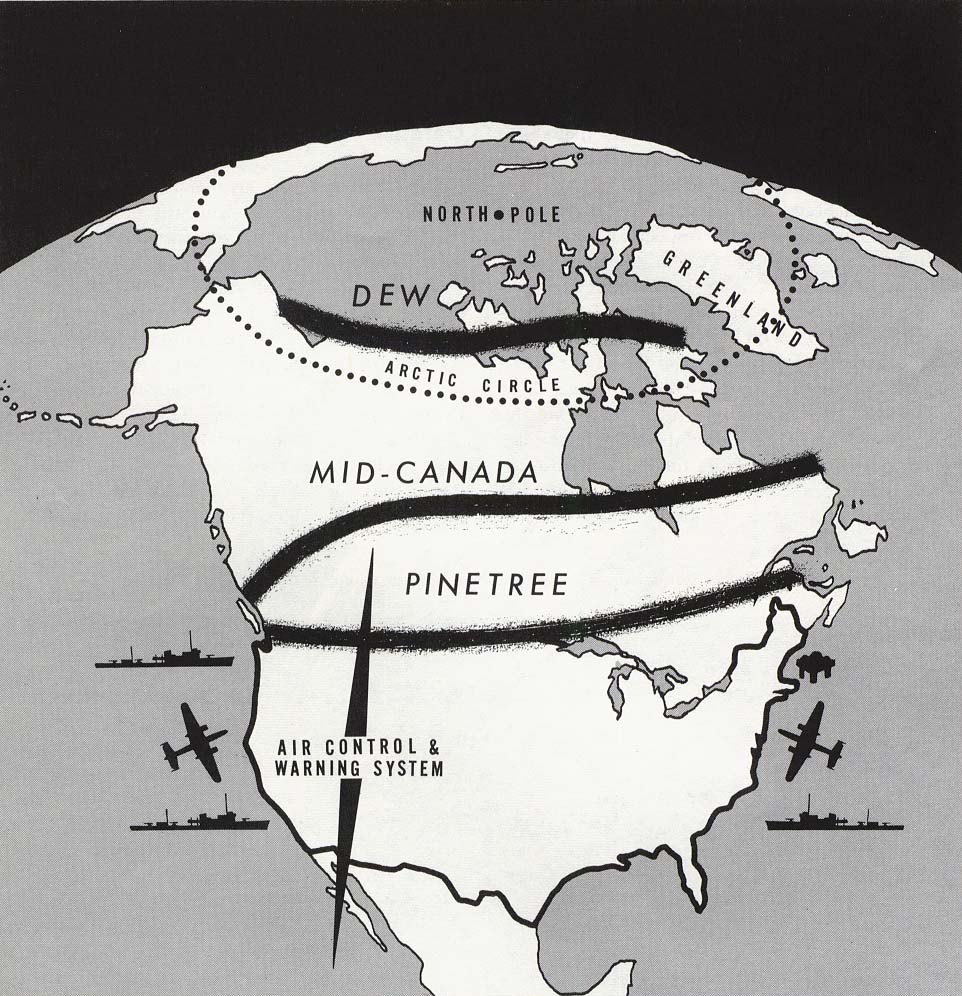
Verlauf der Mid-Canada Line

Die Mid-Canada Line war eine Kette von Radarstationen in Kanada, die vor einem Angriff sowjetischer Bomber warnen sollte. Sie ergänzte  die weiter südlich gelegene Pinetree Line. Die meisten Stationen wurden nur in der Ära der schweren Bomber (1950er und frühe 1960er) betrieben, mit dem Aufkommen der Interkontinentalraketen wurden sie stillgelegt. Ihre Aufgabe der Vorwarnung wurde von der moderneren Distant Early Warning Line nördlich des Polarkreises übernommen.